# Kelsall River
Der Kelsall River ist ein etwa 52 km langer rechter Nebenfluss des Chilkat River im äußersten Nordwesten der kanadischen Provinz British Columbia sowie im Alaska Panhandle des US-Bundesstaates Alaska.

## Flusslauf
Der Kelsall River hat seinen Ursprung in dem etwa 855 m hoch gelegenen Gebirgssee Kelsall Lake südwestlich des Mount Kelsall in British Columbia. Der See wird von mehreren Gebrigsbächen gespeist. Der Kelsall River fließt in überwiegend südöstlicher Richtung, überquert nach 33 km die Staatsgrenze nach Alaska und mündet rund 16 Kilometer flussaufwärts vom Klehini River in den Chilkat River. Der Haines Highway von Haines an der Pazifikküste nach Haines Junction, das am Abzweig des Alaska Highway liegt, verläuft weiter westlich.

## Name
Benannt wurde der Fluss 1916 nach R. Kelsall, einem Mitglied der British Columbia-Yukon Boundary Surveying Party. Die Tlingit nannten ihn Jelchhini.